# 塔勒哈伊

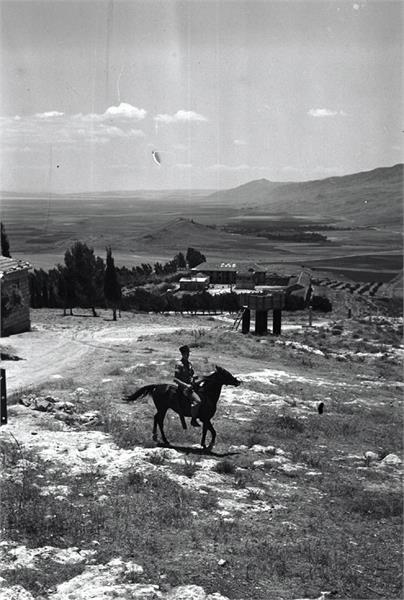
1937年的塔勒哈伊

塔勒哈伊是加利利北部犹太人的一個前定居点。在一名猶太殖民協會會員購入了塔勒哈伊所在的土地後，1905年塔勒哈伊正式形成。1920年3月1日，阿拉伯人和猶太人在塔勒哈伊爆發衝突。1926年，塔勒哈伊被并入附近的基布兹。